# Муденге, Стэн
Исаак Станислав Горезво Муденге (англ. Isaak Stanislaus Gorerazvo Mudenge; 17 декабря 1941, Масвинго — 4 октября 2012, Масвинго) — зимбабвийский государственный деятель, министр иностранных дел Зимбабве (1995—2005).

## Биография
Окончил Университет Родезии. По образованию — историк, специализировавшийся на доколониальной зимбабвийских истории. Опубликовал несколько книг по этой проблематике. В молодости подвергался тюремному заключению как активист национально-освободительного движения. После освобождения изучал историю в Йоркском университете, который окончил в 1968 г. В 1972 г. защитил докторскую диссертацию в Лондонском университете. Работал преподавателем истории в колледже Фура-Бей в Сьерра-Леоне, а затем — в Национальном университете Лесото (в 1975 г. стал доцентом, а в 1979 г. — адъюнкт-профессором истории).
Свою карьеру на госслужбе начал в качестве постоянного секретаря в Министерстве иностранных дел (1980), а затем был представителем Зимбабве при Организации Объединенных Наций (1985—1990).
- 1991—1992 гг. — секретарь ЗАНУ-ПФ по политическим вопросам,
- 1992—1995 гг. — министр высшего образования,
- 1995—2005 гг. — министр иностранных дел Зимбабве. Во время кампании по захвату земель белых фермеров получил в собственность ферм Chikore в провинции Масвинго. Начиная с 2002 г., Муденге был запрещен въезд в Великобританию, США, Австралию, Новую Зеландию и 27 стран Европейского союза,
- с 2005 года — министр высшего образования Зимбабве.